# Zbigniew Harbuz
Zbigniew Michał Harbuz (ur. 20 października 1932 w Brzeżanach na Podolu, obecnie Ukraina, zm. 28 stycznia 2024) – historyk ziemi łobeskiej, dokumentalista, kolekcjoner i miłośnik turystyki pieszej w 2007 r. uhonorowany odznaką Ministra Sportu i Turystyki „Za zasługi dla turystyki”. Od roku 1946 związany z Łobzem, gdzie ukończył szkołę podstawową i gimnazjum.
Studiował na Uniwersytecie Mikołaja Kopernika w Toruniu i Uniwersytecie Warszawskim. Uczestnik kilkunastu pielgrzymek do Częstochowy i Wilna (Obraz Matki Boskiej Ostrobramskiej). 
Współautor monografii Z dziejów Ziemi Łobeskiej i autor wydawnictw i książek: folder Resko (1965), folder Węgorzyno (1965), Łobez i okolice (1967), Łobeskie ulice (1995), Łobescy ludzie (ponad 1000 biogramów), Historia Szkoły Podstawowej nr 1, Droga do powiatu łobeskiego, Z pamiętnika łobeskiego gimnazjalisty, Kalendarium Ziemi Łobeskiej 1945, Łabuź – Kalendarium Ziemi Łobeskiej do 1945, Kalendarium Ziemi Łobeskiej 1000–1970 i Moja ulica w Brzeżanach. Autor ponad 200 artykułów w prasie lokalnej (w „Łobuziaku”, „Gminie Pomorskiej”, „Światowidzie”, „Wiadomościach Zachodnich”, „Głosie Szczecińskim”, „Wiadomościach Łobeskich”, „Tygodniku Łobeskim”, Biuletynie Turystycznej Agencji Prasowej). 
W roku 2007 obchodzono w Łobzie Benefis Pana Zbigniewa Harbuza. Odznaczony Srebrnym i Złotym Krzyżem Zasługi. W roku 2008 Smok Powiatu Łobez. Honorowy obywatel gminy Łobez w roku 2020.